# Banská Štiavnica
 Ovo je glavno značenje pojma Banská Štiavnica. Za druga značenja pogledajte Okrug Banská Štiavnica.
Banská Štiavnica (njem. Schemnitz, mađ. Selmecbánya) je grad u središnjem dijelu  Slovačke, južno od Zvolena i  Banske Bystrice. Smješten je u središtu golemog kaldera koji je nastao urušavanjem drevnog vulkana, a njegov rub se danas zove planina Štiavnica.
Zbog izuzetno očuvane  srednjovjekovne arhikteture grad je 11. prosinca 1993. upisan na UNESCO-ov popis svjetske baštine.

## Povijest
Gradu duguje svoje postojanje  rudnicima posebice  zlata i  srebra. Prvi rudari su došli iz Češke i Šleske. Prvi put spominje u zakonu iz 1156. kao Terra banensium. 
God. 1627., ovdje se prvi put koristio barut u rudarstvu, a 1722. rudnici su se poplavili i morali su se ispumpavati za što su se koristili parnim strojem, što je bila prva uporaba parnog stroja izvan Ujedninjenog Kraljevstva. God. 1735. osnovana je rudarska škola (kasnije premještena u Beč), a 1763. ovdje je osnovan fakultet za mineralogiju koji je u drugoj polovici 19. stoljeća marginaliziran zbog mađarizacije i većina studenata odlazi u Leoben.
God. 1873. upravno se ujedinio sa susjednim gradom Banska Bela (Banská a Belá), te su ostali jedan grad sve do 1954. godine.

## Znamenitosti
Zbog izuzetno očuvane  srednjovjekovne arhikteture grad je 11. prosinca 1993. upisan na UNESCO-ov popis svjetske baštine. Središte grada je povijesni Trg Svetog Trojstva (Trojičné námestie) kojim dominira veliki kužni pil. Na trgu se nalazi Gradska vijećnica i minearološki muzej, a na njemu se često održavaju kulturne manifestacije. 
Gotička Gradska vijećnica iz 14. stoljeća je od 1507. – 1679. godine obnovljena u renesansnom stilu s pripojenom kapelom sv. Ane koja je srušena u 18. stoljeću, te na njenom mjestu stoji skulptura Gospe (Panná Mária). Od 1787. – 1788., današnji barokni izgled mu je dao majstor zidar Pircker.
Dva dvorca, Stari (Starý zámok) i Novi (Nový zámok), su pretvoreni u muzeje. Otvoreni muzej rudarstva nudi 2 km dug podzemni obilazak rudnika srebra iz 17. stoljeća, dok je stari rudnik Glanzenberg još stariji, a nalazi se odmah ispod središta grada i privlači veliki broj posjetitelja još od vremena cara Franje Josipa.
Grad je okružen starim vještačkim rezervoarima vode za rudarenje (tajchy) od kojih je njih šezdesetak izgrađeno od 15. do 18. stoljeća. Povezuje ih više od 100 km duga mreža kanala. Danas ovo područje služi kao gradska rekreacijska zona.
- Crkva sv. Katarine i Gradska vijećnica
- Gradska vijećnica
- Stari dvorac iznutra
- Stari dvorac
- Novi dvorac

## Stanovništvo
| Godina:     | 1993.  | 2003.   | 2013.   | 2023.   |
| ----------- | ------ | ------- | ------- | ------- |
| Broj ljudi: | 10 527 | 10 873  | 10 259  | 9339    |
| Razlika:    |        | +3,28 % | -5,64 % | -8,96 % |

| Godina:     | 2022. | 2023.   |
| ----------- | ----- | ------- |
| Broj ljudi: | 9426  | 9339    |
| Razlika:    |       | -0,92 % |

Grad je prema procjeni stanovništva iz 2005. imao 10.662 stanovnika, dok je prema redovnom popisu stanovništva iz 2001. godine imao 10.674 stanovnika.

### Etnički sastav
- Slovaci 93,9 %
- Romi 2 %
- Karpatski Nijemci
- i ostali.

### Religija
- rimokatolici 65 %
- ateisti 18,9 %
- luterani 7,6 %[6]

## Gradovi prijatelji
- – Huenenberg, Švicarska
- – Moravská Třebová, Češka
- – Ptuj, Slovenija
- – Soragna, Italija
- – Olsztynek, Poljska

## Vanjske poveznice
- Web stranica grada

### Ostali projekti
|  | Zajednički poslužitelj ima još gradiva o temi Banská Štiavnica |